# Kurt Rosenkranz
Kurt Rosenkranz (geboren 2. August 1927 in Wien; gestorben 13. März 2024) war ein österreichischer Erwachsenenbildner.

## Leben
Rosenkranz wuchs im Wiener Bezirk Brigittenau auf. Seine jüdischen Eltern und Großeltern waren aus Osteuropa zugewandert. Mit neun Jahren wurde er Chorknabe im Bethaus in der Kaschlgasse.
Im Zuge des „Anschlusses“ an Hitler-Deutschland im Jahr 1938 erfuhr Rosenkranz Ausschreitungen und Demütigungen, er musste seine Schule verlassen und wurde in eine Sammelschule für Juden in der Währinger Straße 43 verlegt. Die Familie flüchtete nach Riga. Da dort deutsche Truppen die Familie einholten, wurde die Familie Rosenkranz in sowjetische Gefangenenlager verlegt und zuerst in Nowosibirsk in Russland, später in Karaganda in Kasachstan interniert.
1946 kehrte Rosenkranz nach Wien zurück und arbeitete mit seinem Vater in dessen kleiner Schuhfabrik.
1989 gründete er das Jüdische Institut für Erwachsenenbildung.
Für seine Verdienste wurde ihm der Titel Professor und 2010 das Goldene Ehrenzeichen des Bundesverbandes der Israelitischen Kultusgemeinden Österreichs verliehen.
Sein Bruder Herbert Rosenkranz war Historiker in Yad Vashem.
Kurt Rosenkranz heiratete Erika Rosenkranz (geborene Roth), die Kinder und Enkelkinder leben in Österreich, der Schweiz beziehungsweise den USA.

## Schriften
- mit David Zelinger (Hrsg.): Verpflichtung eines Überlebenden – Reden und Berichte. Bohmann, Wien 1993.

## Auszeichnungen
- 1998: Titel Professor als staatliche Auszeichnungen der Republik Österreich
- 1999: Goldenes Verdienstzeichen des Landes Wien[9]
- 2000: Österreichisches Ehrenkreuz für Wissenschaft und Kunst I. Klasse[10]
- 2010: Goldenes Ehrenzeichen des Bundesverbandes der Israelitischen Kultusgemeinden Österreichs[11]